# Gelis cinctus
Gelis cinctus là một loài tò vò trong họ Ichneumonidae.